# 東京マグニチュード8.0

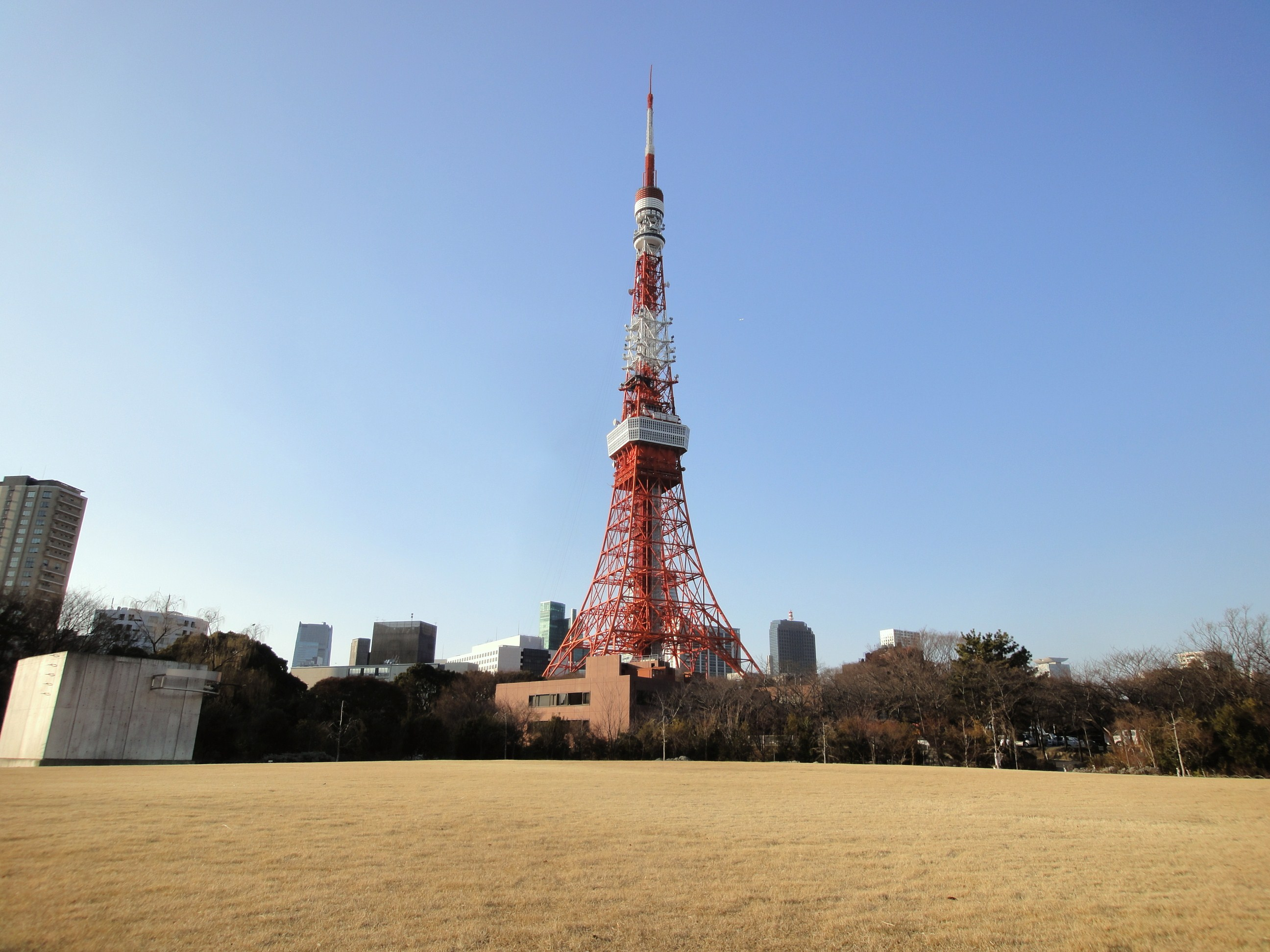
作中で倒壊した東京タワー

『東京マグニチュード8.0』（とうきょうマグニチュードハチテンゼロ）は、2009年7月10日から9月18日までフジテレビのノイタミナ枠で放送された日本のテレビアニメである。キャッチコピーは、「家族に会いたい、と初めて思った。」。

## 概要
ノイタミナ枠では前作『東のエデン』に次いで2作目となるオリジナルストーリーアニメであり、共同制作の1社であるキネマシトラスにとって初の30分枠かつ民放で放送された作品でもある。
防災、危機管理の視点も持ち合わせている内容で、巨大地震が発生し大きな被害を受けた東京を舞台に、一人の少女を中心とした被災者の目線で物語が進んでいく。第1話では、ノイタミナ作品の初回平均視聴率としては最高の5.8%を記録した。
その後は防災イベントやBSフジなどの一部放送局で総集編が断続的に公開され、CS放送ではシリーズ全話が再放送されている。2010年5月にはTV版を元に脚色を加えた小説が発売された。
平成21年度（第13回）文化庁メディア芸術祭アニメーション部門において優秀賞を受賞。
なお、マグニチュード8.0の本来の読みは「はちてんれい」である。

## あらすじ
2012年7月21日、土曜日。中学1年生の小野沢未来は周囲への不満を募らせる鬱屈した日々を送っていた。そんな中で迎えた夏休み初日、未来は弟の悠貴のお守りを頼まれ、しぶしぶ一緒にお台場のロボット展へと向かう。悠貴がロボット展を満喫する一方で、特に興味の無い未来は一人暇を持て余しており、最近何かとイライラしていた事もあって何の気無しに「こんな世界、こわれちゃえばいいのに」とインターネットに書き込む。
その途端、東京湾北部を震源とする最大震度7(マグニチュード8.0)の直下型大地震が発生し、誰もが経験した事のない激しい揺れが東京を襲った。お台場は無残に崩壊し、周囲の街もその姿を瓦礫の山へと変えていく。書き込みが本当になってしまったと戦慄する未来は、はぐれた悠貴を探して火事と倒壊の進む施設内へと咄嗟に飛び込んでいく。途中、出会ったバイク便ライダー日下部真理の協力もあり、無事に悠貴と再会するも周囲は自分と同じ帰宅困難者で溢れていた。真理に励まされ、未来と悠貴は自宅のある世田谷へと向かって崩壊した街を歩み始める。
ライフラインの断絶、連絡橋の崩壊など、容赦の無い現実に押し潰されそうになる未来だったが、頼りになる真理と気丈に振る舞う悠貴の支えによって何とか歩みを進めていく。しかし東京タワー付近に来た際、未来は溜まりに溜まった不満を悠貴にぶつけてしまう。それは必死に耐えていた悠貴の感情を爆発させ、二人は泣き合った。その時、東京タワーが倒壊し、悠貴は未来を庇って瓦礫で頭を打ってしまう。幸い、こぶができた程度で済んだが未来は自分を省み、悠貴への態度も改めるようになる。夜、未来の通っている六華女学院へと辿り着く。そこは避難所となっており、未来らはある老夫婦と出会う。老夫婦は夏休みでたまたま遊びに来ていた孫を地震で亡くしてしまい、妻は心を病んで未来と悠貴を孫を思い込む。夫はその妻を気遣いつつ、気丈にボランティア活動を行っていた。二人の姿に未来は涙を流し、両親へ不満を抱いてばかりだった事を反省する。
翌日、靴も履き替えて心機一転した未来は、再び真理、悠貴と共に歩き出す。しかしその途中、真理の家のある三軒茶屋で大規模な火災が発生している事を知り、未来は真理を気遣って家に向かうように促す。しかし真理は迷った末に家族の無事を信じる事にし、未来と悠貴との同行を続ける。ロボット好きの少年・野々宮健斗との出会いなども経て未来は成長していくが、突如として悠貴が倒れてしまい、病院へと向かう。未来は悠貴が死ぬ不吉な夢に目を覚ますが、悠貴は何事も無かったように元気になっていた。一方、真理は未来を妙に気遣うなど、どこか違和感のある態度になっていた。
未来達は三軒茶屋に辿り着くも、遺体安置所には真理の娘と義母と思しき遺体があった。憶測や風評に晒されてナーバスになっていた真理は娘と義母が死んだと絶望し、遺体の確認もせず蹲ってしまうが、悠貴の言葉を受けた未来は二人の生存を信じて探し回り、その甲斐あって真理の娘と義母が無事だったことを突き止める。家族との再会を喜ぶ真理を気遣い、未来と悠貴は彼女に黙って二人だけで出発した。
もうすぐ家に着くという頃、悠貴の通っている小学校で彼の親友である樹と再会する。樹は悠貴の無事を喜ぶも、しかし悠貴は忽然と姿を消していた。未来と樹は悠貴を探すが、やがて未来は昨夜の出来事を思い出す。病院に担ぎ込まれた悠貴は助からなかったのだ。東京タワーで未来を庇った際に脳挫傷を起こしており、それが致命傷となって息を引き取っていた。未来はそのショックのあまり無意識のうちに記憶を書き換え、自分だけに見える幻の悠貴を認識していたのだった。幻の悠貴は、自分が既に死んでいるという真実を告げて消える。未来は虚ろな足取りで一人自宅を目指すも、悠貴の死を両親に告げる決心がつかず帰れずにいたが、再び現れた幻の悠貴に導かれてようやく自宅に辿り着き、母と再会する。それを見届けると悠貴は今度こそ消えてしまった。両親は既に真理に悠貴の死を知らされていたが、未来は改めて悠貴の最期を伝える。
震災から1ヶ月後。各地で復旧工事が進んでいたが、未来の心は深く傷ついたままで悠貴の死から未だ立ち直れずにいた。そんな中、真理が未来の家を訪ね、悠貴の形見のリュックを返す。その中には未来が避難中に苛立って捨てた携帯電話があり、1ヶ月分の溜まったメールの中に真理からの覚えのないメールがあった。それは避難所で過ごした夜、悠貴が真理の携帯から送ったものであり、未来への素直な想いが綴られていた。悠貴からのメッセージを受け取った未来は再び立ち上がり、天国で見ている悠貴に恥じないよう歩き続ける事を決意するのだった。

## 登場人物

### 主要人物
小野沢 未来（おのざわ みらい）
声 - 花村怜美
本作の主人公。名門私立女子校である六華女学院に通っている、13歳の中学1年生。反抗期の真っ只中で、共働きの両親への不満から何に対しても斜に構えた見方をする傾向があるが、身の危険も顧みず悠貴を探したり、家族を亡くした人の為に涙を流せたりと根は優しい性格である。バースデーケーキは丸でなければならない、というポリシーを持つ。見かけによらず腕力はある方。悠貴と共に訪れたお台場で震災に巻き込まれ、日常の崩壊に愕然としながらも被災地の中を自宅に向けて歩み始める。震災の中、様々な経験を経て人間的に大きく成長していき、両親への不満も解消させた様子を見せ、悠貴にも良き姉として接するようになる。しかし小学校を訪れた頃から悠貴の存在に曖昧さを感じるようになっていく。
小学5年生と小学6年生のころは中学受験勉強のため、夏休みも遊びに連れて行ってもらえず、受験する予定のない弟、悠貴を密かに羨ましがっていた。人見知りが激しく、携帯電話を片時も放さないことから、悠貴に「ケータイ星人」とからかわれている（からかいの呼び名は他にも多数ある）。携帯電話は被災中に苛立ちから捨ててしまったが、悠貴が拾っている。自宅は世田谷区の成城学園前駅近辺にある。震災当初はサンダルを履いていた所為で避難中に酷い靴擦れを起こしたり足を踏まれて痛い思いをしていたが、避難所になっていた六華女学園を訪れた際に下駄箱にあった自分の運動靴に履き替えている。劇中では考え事などで立ち止まる場面が度々あり、その為に他の被災者とぶつかって怒鳴られたりしている。
小野沢 悠貴（おのざわ ゆうき）
声 - 小林由美子
未来の弟。8歳の小学3年生。明るく思いやりがあり、聡明。一方、子供ながらに他人を気遣って自身の感情を押し殺す一面も。カエルが好きな他、ロボットに興味を持つ。普段から姉の未来をよくからかっているが、実際は深く慕っている。
お台場のショッピングモールにて、未来と別行動中に地震に巻き込まれるも未来と真理に助け出され、共に帰宅を目指す。しかし震災2日目に未来に怒鳴りつけられた事で溜め込んでいた感情を爆発させ、東京タワーの方へ走っていった事でタワーの倒壊に巻き込まれた。そこで未来を庇って小さな瓦礫で後頭部を打ち、当初はこぶが出来た程度だったが実は外傷性の脳出血による脳挫傷を起こしており、3日目に体調を崩して一時は回復するも呼吸不全で路上にて再び倒れてしまう。真理によって病院に担ぎ込まれ、緊急の手術を受けるが翌日には何事も無かったかのように回復していた。
実はこの時点で既に死亡しており、以降の悠貴は、その死を受け入れられない未来が見る幻であった。しかし真理の家族を諦めず探すように未来を諭したり最後は自ら真実を明かすなど、ただの幻覚では有り得ない行動を取っており、寧ろ未来だけが認知できる幽霊のような存在と言える。最後は彼女を家まで送り届け、母と再会させた後に完全に消えて行った（未来曰く「私が無事に帰れるようにそばにいてくれた」）。
日下部 真理（くさかべ まり）
声 - 甲斐田裕子
32歳のバイク便ライダー。困っている人を見ると放っておけない性格。5歳（作中では4歳）の子供を持つシングルマザー。夫とは死別。自宅は世田谷区三軒茶屋にある。
未来たちとは地震直前にお台場で出会い、地震後は未来が悠貴を探し回っていた際に再会。帰る方向が同じということで彼女たちと行動を共にする。当初は何かと斜に構えていた未来に対しても大らかに接し、災害時の対応にも詳しく頼りになる人物であり、過酷な被災地において小野沢姉弟の大きな支えとなる。地震発生時に三軒茶屋で大規模な火災が発生した事をニュースで知り、家族の安否を気遣い、不安に苛まれながらも小野沢姉弟を見捨てる事無く常に行動を共にする。三軒茶屋到着後、一時は娘と義母が死んだと思い込んで悲しみに暮れるが、未来と悠貴（実際は未来一人）の尽力で無事に娘と義母と再会した。
悠貴の死後、災害用伝言板で未来と悠貴の両親にその事実を伝えた。悠貴が生きて目の前に居ると思い込む未来に敢えて何も言わず、家まで直接送り届けるつもりだったが、義母の介護をしているうちに真理を気遣った未来に発たれてしまう。一ヶ月後、小野沢家を訪れ、未来に悠貴の形見のリュックと、悠貴が拾っていた未来の携帯電話を渡した。エンディングの背景では仮設住宅で義母と娘と共に暮らしている。

### 家族
小野沢 誠司（おのざわ せいじ）
声 - 中博史
未来と悠貴の父親。震災の際は会社で負傷するが命に別状は無く、病院で未来と再会した。仕事ばかりで家庭をあまり顧みなかったが、再会時には未来の無事を心から喜び、悠貴の死には涙を流した。その後も塞ぎ込む未来の事を気遣い続けていた。
小野沢 雅美（おのざわ まさみ）
声 - 井上喜久子
未来と悠貴の母親。子供達への愛情はあるのだが、仕事の忙しさからやや口煩く、夫と口論になる事も多い為、未来の不満の原因となっていた（未来曰く「どうでもいい事で怒る」）しかし自宅に辿り着いた未来と再会した際には涙を流して彼女を抱きしめた。震災後は家族の仲も改善され、徐々に悠貴の死を受け入れていく。エンディングの背景では、未来の望む「丸いバースデーケーキ」の箱を開けている。
日下部 ヒナ（くさかべ ヒナ）
声 - 山口愛
真理の娘。三軒茶屋の火災で行方不明になり、丁度同じ年恰好の遺体が避難所に安置されていた事で真理には一時は死亡したかと思われたが、実は別の避難所である幼稚園で保護されており、避難所が他にもあるのではないかと探し続けた未来に発見され、真理と再会した。
日下部 和代（くさかべ かずよ）
声 - 水落幸子
真理の義母。ヒナと共に避難していたが、自宅に行ったきり行方が分からなくなっていた。しかし実は無事で、病院で手当てを受けていた所を真理と再会した。自宅に戻った理由は、ヒナの着替えと位牌を取りに行った為。
日下部 隆太（くさかべ りゅうた）
声 - 羽多野渉
真理の夫。震災以前に亡くなっている。真理の困っている人を放っておけない性格は、彼の影響でもあるらしい。

### その他の人物
マユ
声 - 喜多村英梨
未来の友達。2人の弟と臨月中の母を持つ。第10話で未来と再会し、未来の両親の無事を伝えた。
ユカ
声 - 豊崎愛生
未来の友達。未来、マユと幼馴染。ピアノが好き。震災後は連絡が取れなかったが、実は地震発生時は静岡にいたため無事であり、未来の携帯に安否を気遣うメールを送っていた（未来は携帯を捨てていたため、気付いたのは1ヶ月後だった）。
リサ
声 - 遠藤綾
未来のクラスメート。カナダに別荘を持つ。震災時の動向は不明だが、エピローグには登場したため無事である。
メグ
声 - 高平成美
未来のクラスメート。夏休みはカリブに旅行に行く予定だった。スフレを焼いてくれる優しい母が居たが、震災で亡くなる。エピローグでもまだ登校出来ていなかったが、エンディングの背景ではリサと共に元気そうな姿を見せていた。
ニュースキャスター
声 - 滝川クリステル
地震発生やその後の被害、救援などの様子を伝える。本作品のナビゲーター役でもある。
次回予告も担当し、次回の展開を極めて簡潔に伝える。基本的に震災そのものの状況のみを伝えるが、回によっては未来達の立場での予告を行う事もある。
古市 匡司（ふるいち せいじ）
声 - 青野武
震災後に六華女学院でボランティア活動をしている。震災で孫2人を亡くしながらも、気丈に振る舞い被災者をいたわる老人。学院を訪れた未来達と出会い、未来を人間的に大きく成長させる。エンディングの背景では妻と共に公園のベンチに座っていた。
古市 美佐子（ふるいち みさこ）
声 - 望木祐子
匡司の妻。岡山から遊びに来ていた孫2人（未来より少し年上らしい）を震災で亡くしたために心を病み、未来と悠貴を自分の孫と思い込む。
川崎 彩（かわさき あや）
声 - 野中藍
真理の後輩。震災発生後、他の社員が来る可能性を考慮してバイク便の会社で一人待っていた。本人曰く、「一人暮らしのアパートよりも事務所の方が快適」。金属バットと野球メットで武装していた為、最初は未来と悠貴に襲撃者と誤解された。会社を訪れた真理と再会する。家族の安否で焦燥する真理を案じ、自分が代わりに未来達の面倒を見ることを申し出るも断られ、彼女達を見送った。最終回のエンディングではまたバイク便の仕事をしている。
野々宮 健斗（ののみや けんと）
声 - 浜添伸也
避難中に出会ったロボット好きの少年。中学1年生。小学生の頃に自宅で豪雨による土石流災害に遭っており、その際レスキューロボに家族を救出されている。その経験から、将来はレスキューロボの開発に携わりたいと考えており、ロボの観察をしていた。ロボット好きの悠貴と意気投合する。
当初は未来に「ロボットオタク」とバカにされていたが、土石流災害の時の話をした後は打ち解けられる。しかしその情熱のあまり、身の危険も顧みず瓦礫に挟まったレスキューロボを助けようとし、危機に陥る。未来に助けられるが、その際に彼女に怪我を負わせてしまった上、人命救助の為のロボットを助けようとして危険を冒すという本末転倒な行動で二次災害を起こしかけた事を、レスキュー隊員に叱られた。しかし、その御蔭で後に未来は負傷者用の車輛に乗れる事になる。別れ際に悠貴に自分の描いたイラストを渡した。エンディングの背景では自宅の廊下にて誰かと電話で話している。
川島 樹（かわしま いつき）
声 - 沢城みゆき
悠貴の友達。2人で校庭に植えたマロニエ（元々は未来が父親からもらったものだが、大きくなりすぎたため、悠貴が担任の先生に頼んで植えさせてもらった）の観察日記をつけていた。
小学校を訪れた未来と再会し、共に悠貴を探して学校中を歩き回る。しかし樹自身は悠貴と合流できず、取り敢えず悠貴に渡す観察日記を取りに自宅に向かう。そこで余震に見舞われた際に未来は真実を思い出してしまった。その後は悠貴の死を知らされて泣き疲れたのか母に抱かれて眠っていた。彼らが植えたマロニエは、震災後は未来が世話を続けている。
コンビニ店員
声 - 中原麻衣
飲み物を買いに来た悠貴と一緒に陳列棚に埋もれていたが、未来と真理に救助される。最終回のエンディングではまたコンビニで働いている。
山根先生
声 - 高橋研二
悠貴の担任。かつては未来の担任だった。

## 作品における被害設定
フィルムコミック最終頁に詳しい解説がある。
- 発生日時 - 2012年7月21日、15時46分頃
- 震源地 - 東京湾北部
- 地震の形態 - 直下型地震[注 3]
- 震源の深さ - 約25km
- 地震の規模 - M8.0
- 最大震度 - 震度7（東京湾北部周辺）
- 死亡者数 - 推定18万人（2012年7月23日時点）
- 行方不明者 - 15万人（同上）
- 重軽傷者 - 20万人以上（同上）
- 帰宅困難者 - 推定約650万人

### 被害経過
震災1日目
各地で液状化現象や、火災などの二次災害が発生。三軒茶屋駅周辺は地震後から大規模な火災。
高速道路や鉄道などの高架の落下や倒壊が多数発生。すべての交通機関が運転を見合わせており、復旧のめどは立っていない。第一次交通規制が実施され、国道16号の西側から都心方向へは車両進入禁止。多摩川、国道246号および環状七号線を結ぶ内側の範囲は全面車両通行禁止となっている。また国道16号以東の都県境では、都内への車両の出入が禁止されている。
携帯電話も通信規制により個別の通話はできないが、公衆電話の災害用伝言板サービスが利用でき、ワンセグも視聴可能である。
荒川は台風の影響もあって堤防が各所で決壊、浸水は地下鉄にも及んでいる。
震災2日目
レインボーブリッジ・東京タワーが倒壊し、周辺で被害が拡大する。なお、すでに地上デジタル放送に完全移行し、放送設備は東京スカイツリーに移っているため、テレビ、ラジオなどの視聴には支障はない。
震災3日目
米海軍第7艦隊のドック型揚陸艦による各地への被災者の輸送が開始された。
12時5分頃には「非常に強い揺れ」を観測する余震が発生している。
震災4日目
三軒茶屋駅周辺の大規模火災が鎮火する。40名以上の遺体が収容された。
この日までにクラッシュ症候群の発症者が多発している。
震災1ヶ月後
各地で復旧工事が進む。
仮設住宅が設けられる。

### 各地の被害状況

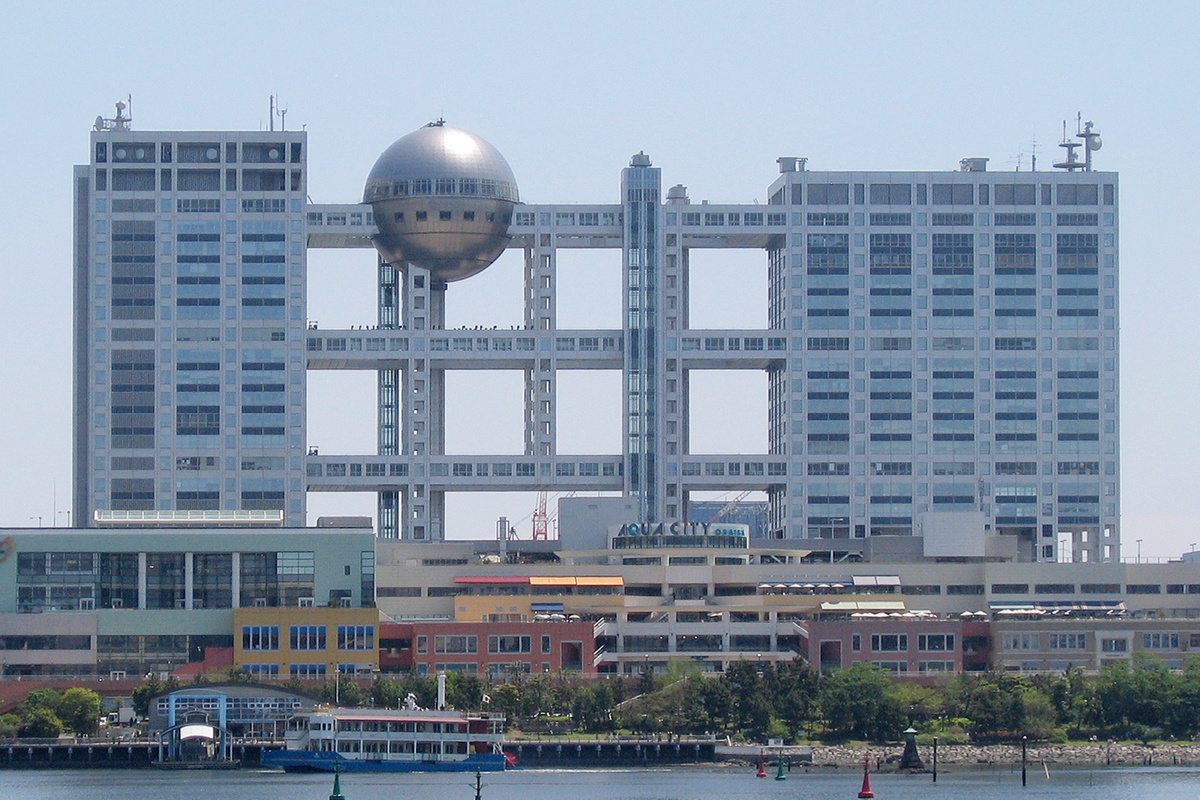
フジテレビ（FCGビル）

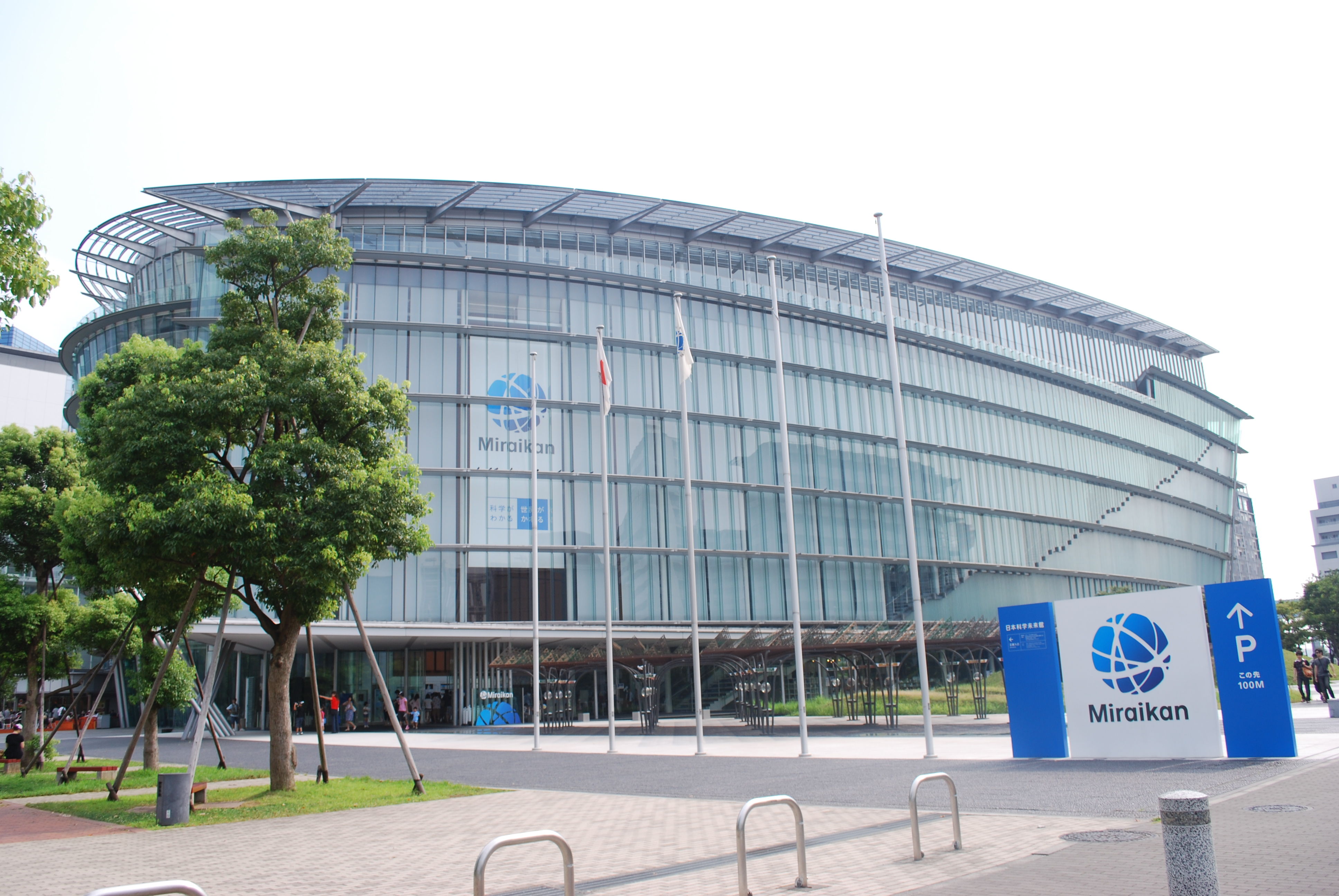
日本科学未来館

- 連絡橋 - 劇中の連絡橋はレインボーブリッジに酷似しており、第3話でも水上バスで避難中の被災者のセリフに「〜ブリッジが」とぼかした形で登場する。地震発生時に陸側で事故を起こしたタンクローリーから火災が発生し、地上から消防隊が、水上からも消防艇が消火活動をしていたが一昼夜燃え続けた影響で陸側の土台から連鎖的に崩壊が始まり、お台場側の主柱を含む半分が崩壊する。その後、復旧工事が行なわれている。
- 東京タワー - 本震で損傷をうけて傾斜し、土台がむき出しになっていたが後の余震で根元から倒壊する。その後、残骸の撤去が始まっている。
- フジテレビ（FCGビル） - お台場の他の建造物に比べ被害は軽微で、多くの人々の一時避難所になっている。実際は雨風にさらされる場所であるが、階段で大勢の被災者が雨宿りしている。
- 芝公園 - 避難所として登場する。
- 日の出桟橋 - 未来たちの乗った水上バスが接岸した。実際にも震災時水上輸送基地に指定されている。
- 日本科学未来館 - 未来たちはここで開催されているロボット展を見に行った帰りに被災する。
- 東京スカイツリー - 墨田区の火災の模様を伝えるニュース映像や学習帳の表紙で登場。目立った被害はない。なお、東京スカイツリーの完成は2012年（本作は2012年という設定）で、本作放送当時は建設工事中（2008年7月開始）だった。

## スタッフ
- 監督 - 橘正紀[4]
- シリーズ構成 - 高橋ナツコ[4]
- キャラクターデザイン - 野崎あつこ[4]
- セットデザイン - 植田均[4]
- 3D監督 - 井野元英二[4]
- 美術監督 - 中島美佳[4]、小木斉之
- 色彩設計 - 加藤里恵[4]
- 撮影監督 - 大神洋一[4]
- 編集 - 廣瀬清志
- 音響監督 - たなかかずや[4]
- 音楽 - 大谷幸[4]
- プロデューサー - 尾崎紀子、松家雄一郎
- アニメーション制作 - ボンズ、キネマシトラス[4]
- 制作 - 東京マグニチュード8.0製作委員会（フジテレビジョン、アスミック・エースエンタテインメント、ソニー・ミュージックエンタテインメント、電通、ボンズ、キネマシトラス）

## 主題歌
オープニングテーマ「キミノウタ」
作詞 - 西川貴教 / 作曲 - 柴崎浩 / 編曲・歌 - abingdon boys school
エンディングテーマ「M/elody」
作詞・作曲・歌 - 辻詩音 / 編曲 - mw
エンディングの背景では震災が起きなかった中で過ごす未来、悠貴、真理の三人が写真として映る。11話のみ、登場人物のその後の写真となっている。

## 各話リスト
- 放送日はフジテレビ基準。

| 話数 | サブタイトル         | 脚本                | 絵コンテ          | 演出            | 作画監督                                                             | 放送日         |
| ---- | -------------------- | ------------------- | ----------------- | --------------- | -------------------------------------------------------------------- | -------------- |
| 1    | お台場、沈む         | 高橋ナツコ          | 橘正紀            | 北條史也        | 野崎あつこ                                                           | 2009年 7月10日 |
| 2    | 壊れる、世界         | 高橋ナツコ 加藤陽一 | 山本秀世          | 徳土大介        | 肥塚正史                                                             | 7月17日        |
| 3    | 燃える、橋           | 高橋ナツコ          | 伊藤秀樹          | 伊藤秀樹        | 長谷部敦志、服部聰志 荒川眞嗣（モブ）                                | 7月24日        |
| 4    | 三人の、約束         | 高橋ナツコ 数井浩子 | 笹木信作          | 下司泰弘        | 秋谷有紀恵 荒川眞嗣（モブ）                                          | 7月31日        |
| 5    | 慟哭の、学び舎       | 高橋ナツコ          | 徳土大介          | 徳土大介        | 南伸一郎、新垣一成 萩原弘光 岡戸智凱（プロップ）                     | 8月7日         |
| 6    | 見捨てる、選択       | 加藤陽一            | 木村延景          | 木村延景        | 相馬満、武内啓                                                       | 8月14日        |
| 7    | 夏の夕暮れ           | 数井浩子            | 橘正紀            | 北條史也        | 野崎あつこ、肥塚正史 徳田夢之助（メカ） 荒川眞嗣（モブ・レイアウト） | 8月21日        |
| 8    | まっしろな朝         | 高橋ナツコ          | 山本英世          | 佐々木忍 矢花肇 | 佐久間信一、高橋晃 秋谷有紀恵、加藤園 成田ミミ太                     | 8月28日        |
| 9    | 今日、さよなら       | 高橋ナツコ          | 柳沼和良 西村純二 | 伊藤秀樹        | 伊藤秀樹、服部聰志                                                   | 9月4日         |
| 10   | おねえちゃん、あのね | 高橋ナツコ          | 数井浩子          | 渡辺正彦        | 門智昭、星野尾高広 清水明日香、胡陽樹 岡戸智凱（メカ）               | 9月11日        |
| 11   | 悠貴へ…              | 高橋ナツコ          | 野村和也          | 野村和也        | 野崎あつこ、秋谷有紀恵 長谷部敦志                                    | 9月18日        |

- 2009年12月12日の3時35分 - 4時35分に、フジテレビにて60分構成の『文化庁メディア芸術祭受賞記念『東京マグニチュード8.0』特別総集編』が放送された。
- 2010年1月16日放送の「阪神・淡路大震災から15年 神戸新聞の7日間〜被災地に生きた記者達の闘い〜」の関連番組として同月14日2時38分 - 3時38分に、再度放送された。
- 2010年1月17日、「阪神/淡路大震災15周年記念事業」として、上映時間95分に編集された総集編が神戸及び東京の3会場にて上映された。
- 2010年2月14日の13時 - 14時50分に、BSフジにて本作品の本編11話分の総集編を放送。
- その他、防災シンポジウムin早稲田地球感謝祭（2010年9月23日）や、すみだ耐震補強フォーラム（2010年9月1日）などのイベントで総集編の上映が行われた。

## 放送局
| 放送地域   | 放送局           | 放送期間                 | 放送日時                     | 放送系列       | 備考                          |
| ---------- | ---------------- | ------------------------ | ---------------------------- | -------------- | ----------------------------- |
| 関東広域圏 | フジテレビ       | 2009年7月10日 - 9月18日  | 金曜 0:45 - 1:15（木曜深夜） | フジテレビ系列 | 制作局 作品の舞台地（東京都） |
| 近畿広域圏 | 関西テレビ       | 2009年7月15日 - 9月30日  | 水曜 1:35 - 2:05（木曜深夜） | フジテレビ系列 |                               |
| 中京広域圏 | 東海テレビ       | 2009年7月17日 - 9月25日  | 金曜 2:05 - 2:35（木曜深夜） | フジテレビ系列 |                               |
| 熊本県     | テレビ熊本       | 2009年7月22日 - 9月30日  | 水曜 2:05 - 2:35（火曜深夜） | フジテレビ系列 |                               |
| 佐賀県     | サガテレビ       | 2009年7月23日 - 10月22日 | 木曜 0:35 - 1:05（水曜深夜） | フジテレビ系列 |                               |
| 福岡県     | テレビ西日本     | 2009年7月23日 - 10月1日  | 木曜 2:15 - 2:45（水曜深夜） | フジテレビ系列 |                               |
| 新潟県     | 新潟総合テレビ   | 2009年7月24日 - 10月2日  | 金曜 1:55 - 2:25（木曜深夜） | フジテレビ系列 |                               |
| 山形県     | さくらんぼテレビ | 2009年8月9日 - 10月25日  | 日曜 1:05 - 1:35（土曜深夜） | フジテレビ系列 |                               |
| 長崎県     | テレビ長崎       | 2009年8月22日 - 11月14日 | 土曜 2:20 - 2:50（金曜深夜） | フジテレビ系列 |                               |

### 特別番組
テレビシリーズ本編に先駆けて放送された特別番組で、タイトルは『常識にまどわされるな! 大地震生き残れSP 〜東京マグニチュード8.0〜』。ナビゲーターはアナウンサーの滝川クリステル。
| 放送地域   | 放送局           | 放送日        | 放送時間                     |
| ---------- | ---------------- | ------------- | ---------------------------- |
| 関東広域圏 | フジテレビ       | 2009年7月3日  | 金曜 0:45 - 1:15（木曜深夜） |
| 近畿広域圏 | 関西テレビ       | 2009年7月8日  | 水曜 1:50 - 2:20（火曜深夜） |
| 山形県     | さくらんぼテレビ | 2009年8月2日  | 日曜 1:05 - 1:35（土曜深夜） |
| 長崎県     | テレビ長崎       | 2009年8月15日 | 土曜 2:20 - 2:50（金曜深夜） |

### 総集編
テレビシリーズ終了後、それを再編集した総集編が度々放送されている。
| 放送地域   | 放送局       | 放送日         | 放送時間                     | 備考                                       |
| ---------- | ------------ | -------------- | ---------------------------- | ------------------------------------------ |
| 関東広域圏 | フジテレビ   | 2009年12月12日 | 土曜 3:35 - 4:35（金曜深夜） | 60分版                                     |
| 関東広域圏 | フジテレビ   | 2010年1月14日  | 木曜 2:38 - 3:38（水曜深夜） | 上記と同内容 メディア工房枠 NONFIX内       |
| 関東広域圏 | フジテレビ   | 2020年6月3日   | 水曜 1:55 - 3:55（火曜深夜） | 120分版                                    |
| 日本全域   | BSフジ       | 2010年2月14日  | 日曜 13:00 - 14:50           | 110分版 防災イベント上映用に編集されたもの |
| 福岡県     | テレビ西日本 | 2010年2月16日  | 火曜 2:10 - 3:10（月曜深夜） | 60分版                                     |

### BD / DVD
| 巻 | 発売日         | 収録話         | 規格品番   | 規格品番   |
| 巻 | 発売日         | 収録話         | BD         | DVD        |
| -- | -------------- | -------------- | ---------- | ---------- |
| 1  | 2009年10月28日 | 第1話 - 第2話  | ACXA-10725 | ACBA-10725 |
| 2  | 2009年11月25日 | 第3話 - 第4話  | ACXA-10726 | ACBA-10726 |
| 3  | 2009年12月22日 | 第5話 - 第6話  | ACXA-10727 | ACBA-10727 |
| 4  | 2010年1月27日  | 第7話 - 第8話  | ACXA-10728 | ACBA-10728 |
| 5  | 2010年2月24日  | 第9話 - 第11話 | ACXA-10729 | ACBA-10729 |

## その他
- 取材協力先として東京消防庁、海上保安庁、陸上自衛隊、東京DMAT、東京都立墨東病院がある。実際の地震災害の救援関係各機関への取材協力でシミュレーションしているが、演出の都合上実際と異なる場合があることを作品開始前にテロップで告知している。
- 東京消防庁は本作をデザインした住宅用火災報知器及び家具転倒防止の啓発ポスターを配布[7]している。また、陸上自衛隊[8]、内閣府[9]も本作を起用したポスターを製作した。
- オープニングの背景で使用されているリトグラフは元田久治の作品[10]。
- 同じく地震をテーマとしたコンピューターゲーム『絶体絶命都市3 -壊れゆく街と彼女の歌-』の公式サイト（現在は閉鎖）にて本作とコラボレーションしており、両作のキャラクターが共演した画像が公開されていた[11]。また、未来役の花村怜美は役作りの参考として同作をプレイしている[12][13]。